# Lilie Persson
Birgit Lilie Persson (* 23. April 1966 in Arnäs) ist eine ehemalige schwedische Fußballspielerin und heutige -trainerin.

## Karriere

### Spieler
In ihrer Jugend spielte Persson ab 1977 bei FoC Farsta und ab 1979 bei Jitex BK. 1983 schloss sie sich Hammarby IF an und wurde mit der Mannschaft 1985 schwedischer Meister. Später gewann sie mit ihrer Mannschaft noch in den Jahren 1994 und 1995 den schwedischen Pokal. Insgesamt war sie 16 Jahre bei Hammarby und beendete ihre Karriere im Jahr 1996.

### Trainer
Nach ihrer Karriere als Spielerin blieb sie bei Hammarby und wurde zunächst Trainerin einer Frauenfußballmannschaft. 1999 wechselte sie zu AIK Solna und wurde hier Co-Trainerin der Frauenfußballmannschaft, im Jahr 2000 stieg sie zur Cheftrainerin auf und verblieb hier bis 2002. Zur Saison 2003 ging es für sie weiter bei Djurgården, wo sie als Co-Trainerin nochmal bis 2005 aktiv war. Anschließend wurde sie Teil des Trainerstabs der schwedischen Frauenfußballnationalmannschaft. Dort arbeitete sie ab 2012 auch mit Pia Sundhage zusammen, unter der sie von 2019 bis 2023 die brasilianischen Nationalmannschaft als Co-Trainerin betreute. Seit Januar 2024 ist sie erneut unter Sundhage Co-Trainerin der Schweiz.